# Abate do Lockheed C-130 Hercules prefixo 60-0297 em 1968
O abate do Lockheed C-130 Hercules prefixo 60-0297 em 1968 foi o abate de uma aeronave Lockheed C-130B Hercules da Força Aérea dos Estados Unidos durante a Batalha de Kham Duc, em 12 de maio de 1968. Todas as 155 pessoas a bordo morreram. Na época, foi o acidente aéreo mais mortal da história, até hoje é o acidente/incidente aéreo mais mortal em solo vietnamita, e permaneceu sendo o acidente mais mortal envolvendo um avião militar dos Estados Unidos até o voo Arrow Air 1285 em 1985.
A aeronave, comandada pelo Major Bernard L. Bucher, participava da evacuação de civis sul-vietnamitas do acampamento de Kham Duc. O C-130 se aproximou da pista de pouso de Kham Duc do sul e conseguiu pousar, apesar de sofrer ataques de forças opostas do Vietnã do Norte. Assim que pousou, aproximadamente 149 sul-vietnamitas entraram na aeronave. Uma vez que a aeronave estava cheia, o Major Bucher começou a decolar em direção ao norte, sem saber que os norte-vietnamitas estavam concentrados nessa área. De acordo com relatos de testemunhas oculares, a aeronave, sob intenso morteiro inimigo e fogo de armas pequenas, sacudiu violentamente fora de controle, colidiu com um barranco próximo a menos de 1 milha (1,61 quilômetros) do final da pista de pouso e queimou, matando todos os os evacuados e os seis tripulantes da aeronave.